# Jerzy Golis
Jerzy Włodzimierz Golis (ur. 30 kwietnia 1945 w Łowiczu) – polski polityk, wicewojewoda jeleniogórski, I sekretarz KW PZPR w Jeleniej Górze w latach 1980–1986, poseł na Sejm PRL IX kadencji.

## Życiorys
Syn Józefa i Zofii. W 1967 wstąpił do Polskiej Zjednoczonej Partii Robotniczej. W 1968 ukończył Wyższą Szkołę Ekonomiczną w Pradze, uzyskując tytuł zawodowy magistra ekonomii. W latach 70. był działaczem Zrzeszenia Studentów Polskich w Białymstoku (w latach 1972–1973 przewodniczył radzie okręgowej). Od 1973 do 1974 zasiadał w egzekutywie Komitetu Wojewódzkiego PZPR w Białymstoku, a od 1975 w Jeleniej Górze. W listopadzie 1980 został I sekretarzem Komitetu Wojewódzkiego Polskiej Zjednoczonej Partii Robotniczej w Jeleniej Górze. W tym samym roku objął stanowisko wicewojewody jeleniogórskiego. Zasiadał w Komisji Młodzieżowej Komitetu Centralnego PZPR oraz Rady Wojewódzkiej Patriotycznego Ruchu Odrodzenia Narodowego. W latach 1985–1989 pełnił mandat posła na Sejm PRL IX kadencji z okręgu Jelenia Góra, zasiadając w Komisji Planu Gospodarczego, Budżetu i Finansów; Komisji Spraw Zagranicznych oraz w Komisji Współpracy Gospodarczej z Zagranicą. W lipcu 1986 został członkiem Centralnej Komisji Kontrolno-Rewizyjnej PZPR. W latach 80. wchodził również w skład Rady Redakcyjnej organu teoretycznego i politycznego KC PZPR „Nowe Drogi”.
W III Rzeczypospolitej był członkiem zarządu przedsiębiorstwa „Ciech S.A.”, a także radcą handlowym ambasady RP w Pradze.
Odznaczony Orderem Odrodzenia Polski.